# Papillocithara
Papillocithara is een geslacht van weekdieren uit de klasse van de Gastropoda (slakken).

## Soorten
- Papillocithara hebes Kilburn, 1992
- Papillocithara semiplicata Kilburn, 1992